# Tenídios
Tenídios (singular: tenídio) são filamentos quitinosos presentes dentro de uma traqueia ou traquíola no sistema respiratório de um inseto. A estrutura dos tenídios varia consoante as diferentes ordens de insetos e até dentro de um organismo individual. Os tenídios geralmente assumem a forma de um espessamento circular ou espiral da cutícula traqueal.